# 马胤卿
马胤卿，五代十国到辽朝的官员。
马胤卿在后晋为青州刺史，辽太宗率领大军灭后晋，辽兵到达青州，马胤卿坚守不降。城破被擒，太宗感其忠义释放了他，把他的家族迁移到医巫闾山，马氏于是定居医巫闾山。马胤卿的儿子马廷煦，官至南京留守。马廷煦的儿子马渊，官至中京副留守。马渊的儿子马诠，官至中京文思使。马诠的儿子马人望。